# Torre Bismarck (Stuttgart)

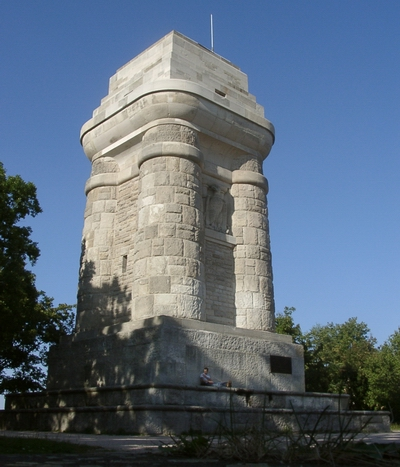
Stuttgarter Bismarckturm

La Torre Bismarck de Stuttgart (Alemania) es una torre Bismarck situada en el punto más elevado del distrito de Stuttgart-Nord, el Gähkopf, a 409 m de altitud, desde la cual se dispone de una buena vista sobre la ciudad de Stuttgart y sus alrededores en todas direcciones. 

## Construcción

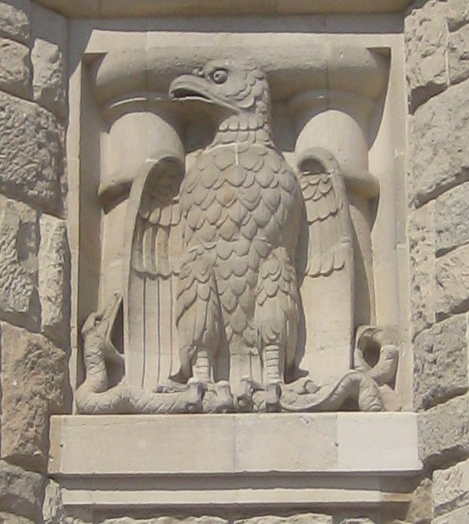
Relieve en un lado de la torre.

El proyecto de construcción de la torre comenzó en mayo de 1899 gracias a una iniciativa estudiantil de la Escuela Técnica Superior de Stuttgart. Los estudiantes consiguieron financiación para la construcción de la torre gracias a donativos, que ellos mismos promovían mediante diferentes actos. Además, contaron con algunas donaciones significativas como la de Adolf von Kröner. La primera piedra se colocó en noviembre de 1902, con el arquitecto Karl Heim como jefe de construcción y Heinrich Nagel como maestro de obra.
La torre Bismarck de Stuttgart, inaugurada el 16 de julio de 1904 y entregada a la ciudad, mide 20 m de alto y, como muchas otras torres Bismarck, presenta el diseño Götterdämmerung del arquitecto Wilhelm Kreis. Se edificó en roca utilizando keuper como material. En la cúspide de la torre se instaló un pebetero cuadrado de 1,5 m de lado en el que se quemaba una mezcla de brea y petróleo para generar una llama que alcanzaba entre tres y cinco metros de altura gracias a un sistema de ventilación. Dicho fuego se encendía con motivo del aniversario del nacimiento de Otto von Bismarck, en el aniversario de su fallecimiento y en el de la fundación del imperio alemán, cuando fue proclamado emperador en Versalles. A partir del año 1928, la torre Bismarck de Stuttgart tomó la nueva función de servir como torre de agua.
En el año 2001, antes de que la torre cumpliera cien años, se llevó a cabo una restauración completa. En la actualidad la asociación ciudadana Killesberg y alrededores (Bürgerverein Killesberg und Umgebung e. V.) es quien se ocupa del edificio.